# Чхиыт

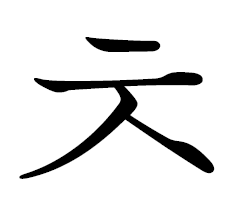

Чхиыт (кор. 치읓) — десятая буква корейского алфавита, одна из четырнадцати основных согласных. В начале слова, между гласными и после согласных — «Чх» (придыхательная глухая постальвеолярная аффриката), в конце слова — «Т» (глухой альвеолярный взрывной). Символ Юникода — U + 314A.